# Martin Bethenod
Pour les articles homonymes, voir Bethenod.
Martin Bethenod est un directeur d'institutions culturelles français né le 1er mars 1966.

## Biographie
Martin Bethenod commence son parcours professionnel comme chargé de mission auprès de Jean-Jacques Aillagon, qu'il suivra durant une longue partie de sa carrière. Il travaille ensuite à la Vidéothèque de Paris. De 1993 à 1996 il est chargé de mission auprès du directeur des Affaires culturelles de la ville de Paris. 
Entre 1996 et 1998, il est chef de cabinet de Jean-Jacques Aillagon, président du centre Pompidou, et devient directeur des éditions du centre Pompidou de 1998 à 2001. Il est journaliste à Connaissance des arts puis Vogue entre 2002 et 2003. Il est ensuite délégué aux Arts plastiques au ministère de la Culture et de la Communication entre 2003 et 2004. Il est, de 2004 à 2010, commissaire général de la Foire internationale d'art contemporain (FIAC) de Paris.
Le 1er juin 2010, il prend la direction du Palais Grassi - Punta della Dogana - Pinault Collection à Venise, directions auxquelles s'ajoute en 2016 celle du futur site de la collection Pinault à Paris, à la Bourse de Commerce au travers de la société Collection Pinault - Paris,. 
Par ailleurs, il est président du Crédac et du comité culturel de la Fondation de France.

### Distinction
- 2007 : chevalier de l'ordre national du Mérite[7].